# Fuentes del Narcea, Degaña e Ibias
Fuentes del Narcea, Degaña e Ibias este o arie protejată (sit de importanță comunitară — SCI) din Spania întinsă pe o suprafață de 52.384,94 ha, integral pe uscat.

## Localizare
Centrul sitului Fuentes del Narcea, Degaña e Ibias este situat la coordonatele 42°59′28″N 6°34′12″W / 42.991°N 6.57°V.

## Înființare
Situl Fuentes del Narcea, Degaña e Ibias a fost declarat sit de importanță comunitară în mai 1999 pentru a proteja 3 specii de plante și 44 de specii de animale.

## Biodiversitate
Situată în ecoregiunea atlantică, aria protejată conține 22 de habitate naturale: Formațiuni ierboase bogate în specii de Nardus, dezvoltate pe substraturi silicioase în zone montane (și în zone submontane, în Europa continentală), Păduri de fag acidofile atlantice, cu subarboret de Ilex și, uneori, de asemenea, Taxus, la nivelul arbuștilor (Quercion robori-petraeae sau Ilici-Fagenion), Păduri pe pante, grohotișuri și ravene de Tilio-Acerion, Lande oro-mediteraneene cu formațiuni endemice de grozamă, Pante stâncoase silicioase cu vegetație casmofită, Pajiști alpine și boreale, Păduri de stejar galițio-portugheze cu Quercus robur și Quercus pyrenaica, Pseudostepă cu ierburi și specii anuale de Thero-Brachypodietea, Ape oligotrofe din câmpii nisipoase, cu un conținut foarte redus de minerale (Littorelletalia uniflorae), Pajiști oro-iberice cu Festuca indigesta, Turbării de acoperire (* exclusiv pentru turbării active), Pajiști uscate seminaturale și facies de acoperire cu tufișuri pe substraturi calcaroase (Festuco-Brometalia) (* situri importante pentru orhidee), Păduri de Ilex aquifolium, Roci stâncoase cu vegetație pionieră de Sedo-Scleranthion sau Sedo albi-Veronicion dillenii, Pajiști alpine și subalpine calcaroase, Pante stâncoase calcaroase cu vegetație casmofită, Lacuri eutrofice naturale cu vegetație de tip Magnopotamion sau Hydrocharition, Fânețe de joasă altitudine (Alopecurus pratensis, Sanguisorba officinalis), Liziere de ierburi înalte hidrofile de câmpie și de nivel montan până la alpin, Păduri aluvionare cu Alnus glutinosa și Fraxinus excelsior (Alno-Padion, Alnion incanae, Salicion albae), Pajiști uscate europene, Grohotișuri termofile și vest-mediteraneene.
La baza desemnării sitului se află mai multe specii protejate:
- plante (3): isoëtes boryana (Isoetes boryana), Narcissus asturiensis, Narcissus pseudonarcissus subsp. nobilis
- păsări (31): uliu porumbar (Accipiter gentilis), pescăruș albastru (Alcedo atthis), Alectoris rufa, rață mare (Anas platyrhynchos), fâsă-de-câmp (Anthus campestris), acvilă de munte (Aquila chrysaetos), buha (Bubo bubo), caprimulg (Caprimulgus europaeus), șerpar (Circaetus gallicus), erete vânăt (Circus cyaneus), porumbel gulerat (Columba palumbus), prepeliță (Coturnix coturnix), ciocănitoare neagră (Dryocopus martius), șoim călător (Falco peregrinus), vulturul pleșuv sur (Gyps fulvus), acvilă pitică (Hieraaetus pennatus), sfrâncioc roșiatic (Lanius collurio), ciocârlie de pădure (Lullula arborea), gaia neagră (Milvus migrans), gaia roșie (Milvus milvus), Perdix perdix hispaniensis, viespar (Pernis apivorus), Pyrrhocorax pyrrhocorax, sitar de pădure (Scolopax rusticola), turturică (Streptopelia turtur), silvie de tufiș (Sylvia undata),  cocoș de munte (Tetrao urogallus), sturzul viilor (Turdus iliacus), sturz-cântător (Turdus philomelos), sturz (Turdus pilaris), sturzul de vâsc (Turdus viscivorus)
- amfibieni (1): Chioglossa lusitanica
- mamifere (7): liliac cârn (Barbastella barbastellus), Galemys pyrenaicus, vidră de râu (Lutra lutra), liliac cărămiziu (Myotis emarginatus), liliacul mare cu potcoavă (Rhinolophus ferrumequinum), liliacul mic cu potcoavă (Rhinolophus hipposideros), urs brun (Ursus arctos)
- nevertebrate (3): Elona quimperiana, Euplagia quadripunctaria, rădașcă (Lucanus cervus)
- reptile (2): Lacerta monticola, Lacerta schreiberi

Pe lângă speciile protejate, pe teritoriul sitului au mai fost identificate 1 specie de plante, 1 specie de amfibieni, 8 specii de mamifere, 1 specie de reptile.